# Градишки Дол
Градишки Дол (на словенски: Gradiški Dol) е село в Словения, Савински регион, община Рогашка Слатина. Според Националната статистическа служба на Република Словения през 2002 г. селото има 29 жители.